# Paul Maruyama
Paul Kuniaki Maruyama (Tokio, 27 de octubre de 1941) es un deportista estadounidense que compitió en judo. Ganó una medalla de plata en los Juegos Panamericanos de 1963, y una medalla de plata en el Campeonato Panamericano de Judo de 1970.

## Palmarés internacional
| Juegos Panamericanos    | Juegos Panamericanos | Juegos Panamericanos | Juegos Panamericanos |
| Año                     | Lugar                | Medalla              | Categoría            |
| ----------------------- | -------------------- | -------------------- | -------------------- |
| 1963                    | São Paulo (Brasil)   | Medalla de plata     | –80 kg               |
| Campeonato Panamericano |                      |                      |                      |
| Año                     | Lugar                | Medalla              | Categoría            |
| 1970                    | Londrina (Brasil)    | Medalla de plata     | –70 kg               |